# Automobilska utovarna dizalica
Automobilska utovarna dizalica (ili samo utovarna dizalica) u prvom je redu namijenjena za utovar i istovar vozila na kojemu je ugrađena (montirana). Takve dizalice imaju hidraulički pogon, a napravljeni su s teleskopskim dohvatnikom, koljenčastim dohvatnikom ili kombinacijom tih dviju izvedbi. Nosivost takvih dizalica iznosi od 0,5 do 9,5 tona. Automobilska utovarna dizalica teške izvedbe, za teretnjak iznad 9 tona korisnog tereta s četiri podupore, može imati najveću nosivost 6,65 tona pri dosegu od 1,85 metar ili 2 tone pri dosegu od 7 metara.

## Vozne dizalice
Vozna dizalica, vozni granik, mobilna dizalica ili mobilni granik je okretna dizalica na voznom postolju sa samostalnim pogonom za vožnju do mjesta uporabe. Ovisno o dostupnosti mjestu uporabe, vozne dizalice imaju vozno postolje na automobilskim kotačima (pneumatici), na gusjenicama ili na željezničkim kotačima za vožnju po pruzi. Vozne dizalice izrađuju se danas za dizanje i najtežih tereta, te za visine dizanja i preko 100 metara.
Vozne dizalice cestovna su ili pružna vozila s uređajima za dizanje koji najčešće imaju okretne dohvatnike. U vozne se dizalice ubrajaju cestovne dizalice koje imaju kotače s gumama, automobilske utovarne dizalice, dizalice gusjeničari i pružne dizalice koji se kreću po tračnicama. Sve vozne dizalice imaju svoje vlastito energetsko postrojenje. 

### Cestovne dizalice
Prije su se razvrstavale dizalice na mobilne (pokretne) i automobilske. S vremenom su te razlike nestale, pa se danas razvrstavaju na cestovne dizalice s rešetkastim dohvatnikom i cestovne dizalice s teleskopskim dohvatnikom.